# Selma Lagerlöf
Selma Ottilia Lovisa Lagerlöf ([ˈsɛ̂lːma ˈlɑ̂ːɡɛˌɭøːv] ( lyssna)), född den 20 november 1858 på Mårbacka i Östra Ämterviks församling i Värmlands län, död 16 mars 1940 på Mårbacka i Östra Ämterviks församling i Värmlands län, var en svensk författare.
Lagerlöfs debutroman, Gösta Berlings saga, gavs ut 1891, och läseboken Nils Holgerssons underbara resa genom Sverige 1906–1907. Hennes författarskap utgår från en värmländsk litterär tradition med muntliga sagor.
Lagerlöf var den första kvinnan att tilldelas Nobelpriset i litteratur, 1909. Hon var även den första kvinnan i Svenska Akademien, och en av ursprungsledamöterna i Samfundet De Nio, samt ledamot av Kungliga Vetenskaps- och Vitterhets-Samhället i Göteborg.
Även om Lagerlöf förknippas med Mårbacka, bodde och verkade hon i Falun under många år, och det var där hon skrev några av sina främsta verk. Under flera år bodde hon även i Landskrona, där hon var yrkesverksam lärarinna.
Lagerlöf prydde den svenska tjugokronorssedeln från 1991 till 2016. Och på Dalarnas museum i Falun finns ett Selma Lagerlöfs bibliotek och arbetsrum bevarat med inventarier, i det så kallade Selma Lagerlöf-rummet. Gården Mårbacka utanför Sunne, som hon själv drev som jordbruk, har genom Lagerlöfs testamente efter hennes död blivit till ett museum som förvaltar hennes minne och erbjuder guidade visningar av boningshuset. Vidare har hon återkommande varit föremål för skildringar, som i dramaserien Selma (2008) och dokumentärserien Selma Lagerlöf (2022).

## Uppväxtåren

### Familje- och släktförhållanden

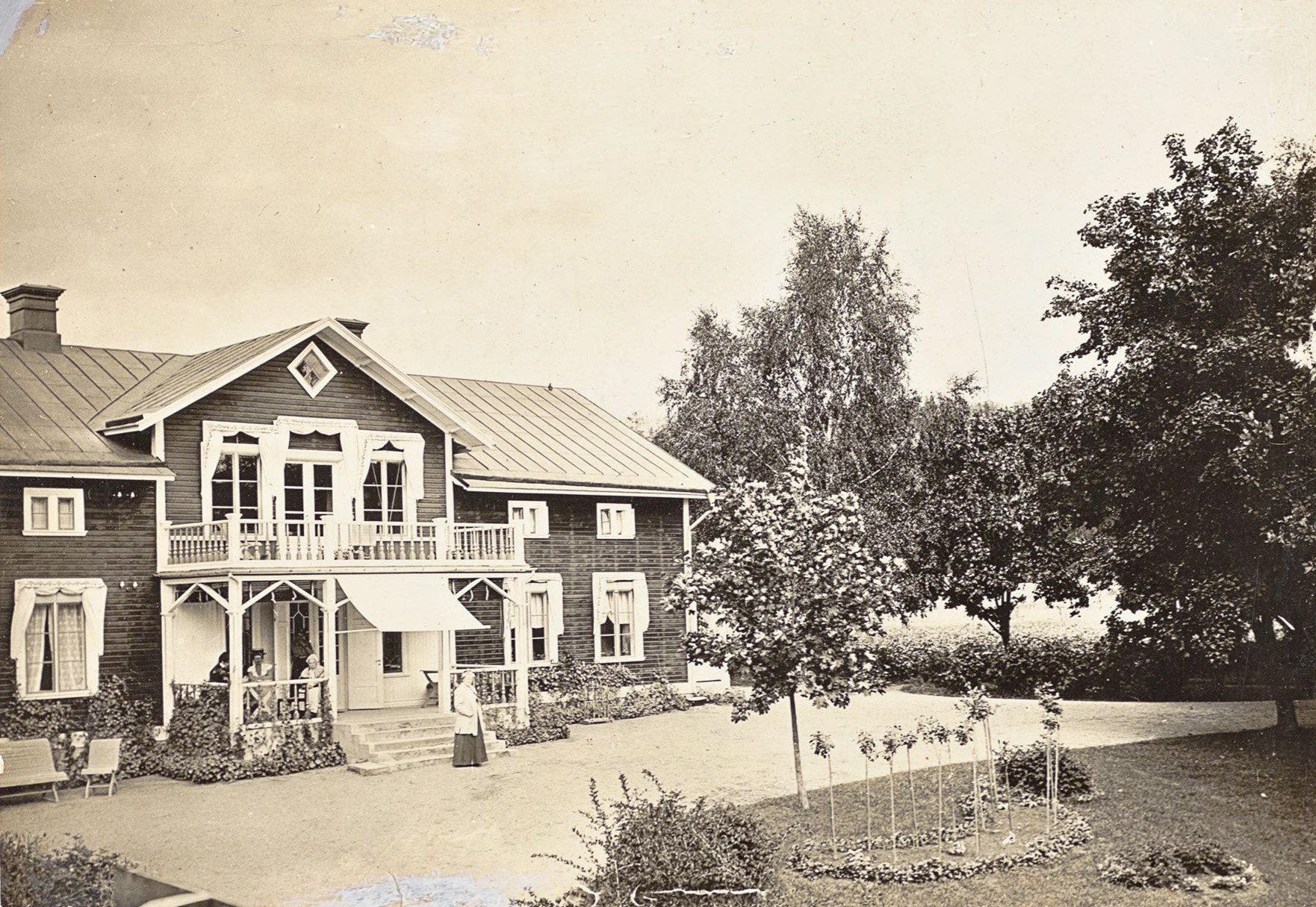
Selma Lagerlöfs födelsehem, Mårbacka, som det såg ut innan ombyggnationen.

Selma Lagerlöf föddes 1858 på herrgården Mårbacka som femte barnet av sex till löjtnant Erik Gustaf Lagerlöf (1819–1885) och Elisabet Lovisa Wallroth (1827–1915), dotter till en rik brukspatron. Bland syskonen märks läkaren Daniel.
Lagerlöf tillhörde prästsläkten Lagerlöf från Värmland. Hennes farfar, Daniel Lagerlöf (1776–1852) var kusin till Esaias Tegnér och hennes farmor, Elisabet Maria Wennervik (1784–1864) var dotter till en komminister. Lagerlöf var även släkt med Erik Gustaf Geijer, och från Geijer-släkten härstammar hon på fler än ett sätt.

### Hälsa
Lagerlöf föddes med en höftskada som orsakades av att ledkulan i höften saknade ordentligt fäste. När hon var tre och ett halvt år gammal, sommaren 1862, blev hon sjuk och helt förlamad i båda benen. Detta försvann lika plötsligt som det hade kommit, men hon hade under sin barndom inte lika lätt att leka som andra barn. Vid fjorton års ålder tillbringade Lagerlöf en tid i Stockholm för att få sjukgymnastik för sin höftskada. Om resan till huvudstaden och händelser där berättar hon i Dagbok för Selma Ottilia Lovisa Lagerlöf. Enligt den boken vistades hon några månader i Stockholm för sjukgymnastik redan som nioåring.

### Utbildning

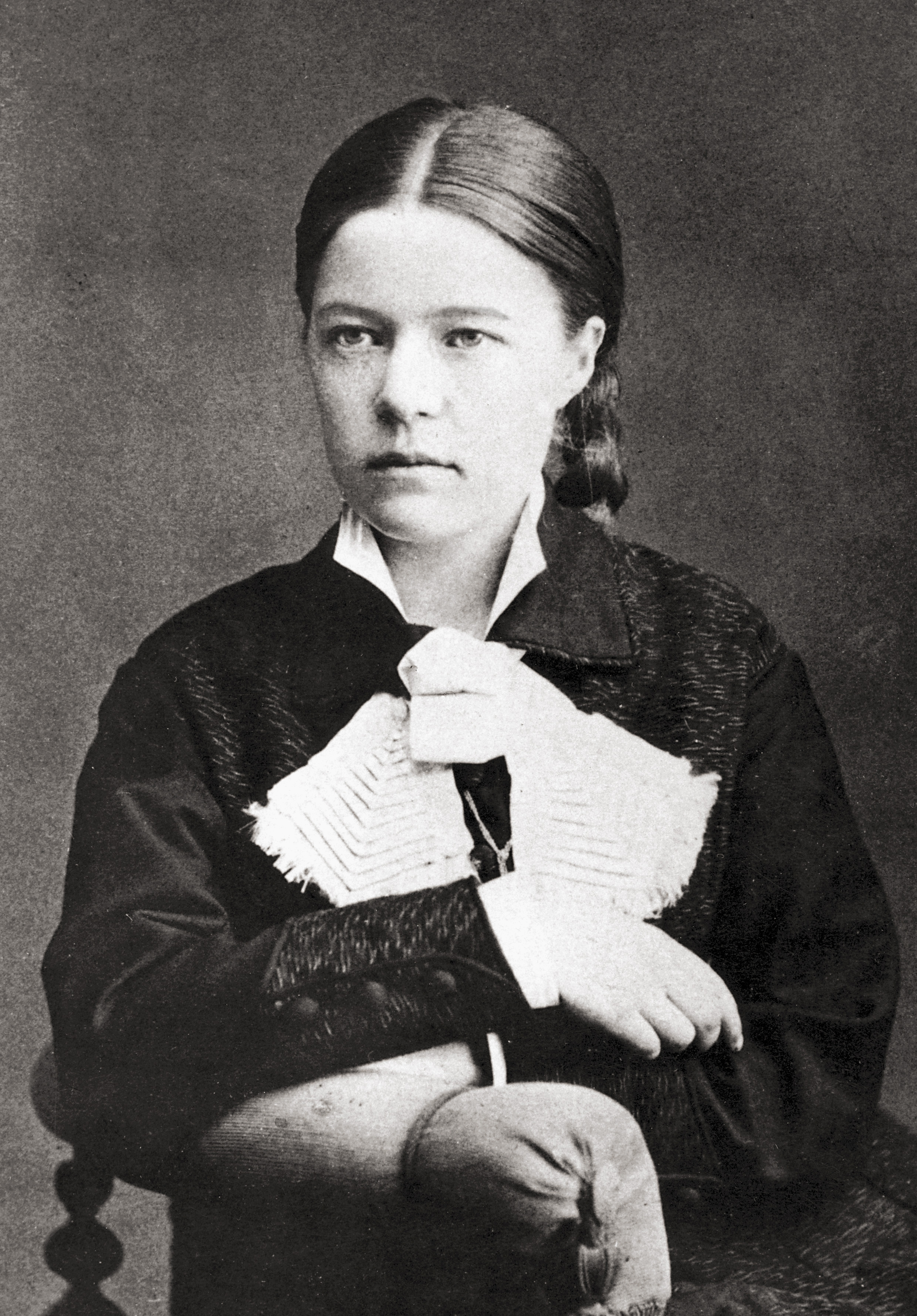
Selma Lagerlöf 23 år gammal, 1881.

Som många andra barn i borgerlig miljö på den här tiden fick syskonen Lagerlöf sin undervisning i hemmet. Deras lärare kom till Mårbacka och undervisade, och Lagerlöf fick undervisning i både engelska och franska.[källa behövs]
Selma Lagerlöf var allvarligare och stillsammare än sina syskon och kamrater, något som delvis berodde på hennes höftskada. Men hon var ett begåvat barn och tyckte mycket om att läsa. Den första roman hon läste var en indianbok – Osceola av Thomas Mayne Reid – och redan då, vid sju års ålder, bestämde hon sig för att bli författare. Lagerlöf skrev följande i Troll och människor:
| ” | Det är den här boken som gör att jag redan vid mina unga år vet, att vad jag helst av allt vill syssla med under mina kommande dagar, det är att skriva romaner. | „ |

Hennes uppväxt präglades också av de muntligt återgivna berättelser som farmodern, Elisabet Maria Wennervik (1784–1864) berättade.
När Selma Lagerlöf var tio år gammal, 1868, läste hon igenom hela Bibeln. Hennes far var då mycket sjuk och hon hoppades att Gud skulle göra fadern frisk om hon läste hela Bibeln från pärm till pärm. Fadern levde 17 år till. På det här sättet bekantade sig Selma Lagerlöf tidigt med språket i Bibeln, vilket hon förmodligen hade glädje av i sitt senare författarskap. När hon var tolv år författade hon en längre dikt om Mårbacka och fortsatte under uppväxtåren att skriva på vers. Först då en av hennes välgörare Sophie Adlersparre, uppmanade henne att skriva på prosa, gjorde hon det – och blev författare.
Lagerlöf konfirmerades i Karlskoga sommaren 1875 under Erik Tullius Hammargren, hennes fasters make. Det var under den perioden, när hon vistades i Karlskoga, som hon bland annat hämtade inspiration till romanen Charlotte Löwensköld från 1925, där hon kallar Karlskoga för Korskyrka.
Efter avslutad utbildning tillbringade Lagerlöf några år som hemmadotter innan hon, hösten 1882, började vid Högre lärarinneseminariet i Stockholm, mot faderns vilja. Under Lagerlöfs utbildningsperiod kom familjen på obestånd och Mårbacka fick säljas. Fadern avled 1885, samma år som Lagerlöf avslutade sina lärarinnestudier.
När Lagerlöf läste litteraturhistoria insåg hon plötsligt att de figurer och öden hon hört berättas om under barndomen i Värmland var nog så fantasieggande som Bellmans och Runebergs persongalleri. Men det dröjde flera år och många misslyckade skrivförsök innan hon debuterade som författare.

## Yrkesliv

### Landskrona
Efter avslutad utbildning var Selma Lagerlöf lärarinna på Elementarläroverket för flickor i Landskrona 1885–95. Där bodde hon först  på Storgatan 10 hos friherre Vilhelm von Düben, men vantrivdes hos honom. Hon flyttade därefter till änkefru Frederikke Rönne på Storgatan 13.
Lagerlöf trivdes med läraryrket och uppskattades av eleverna. Hon hade förmågan att på ett fängslande sätt berätta för barnen om varje nytt land de läste om, eller om Jesus och hans lärjungar. Hon bodde tillsammans med fastern Lovisa Lagerlöf i Landskrona och hade ett rikt socialt umgänge.[källa behövs]

## Författarskap

### Författardebut

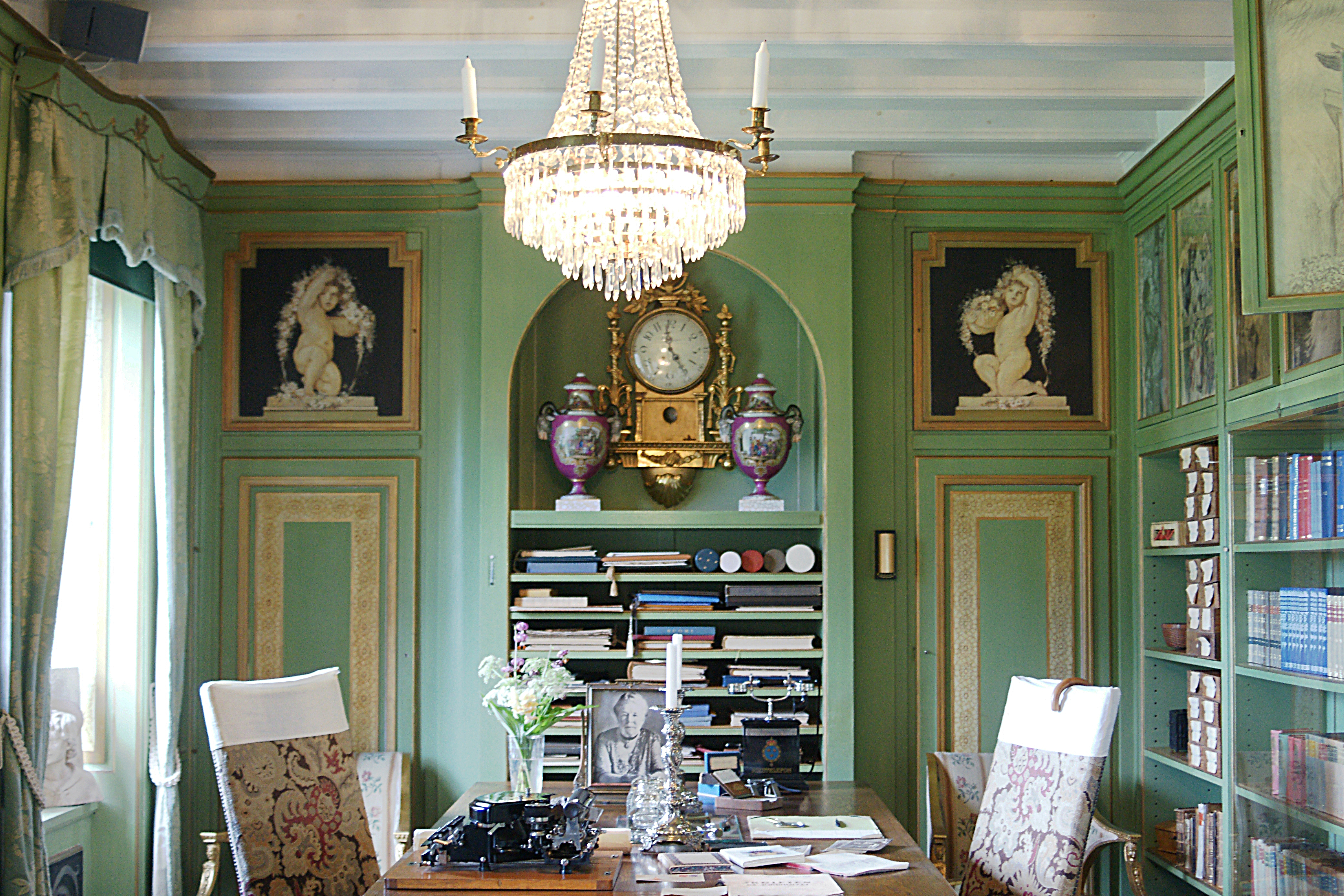
Lagerlöfs arbetsplats på Mårbacka.

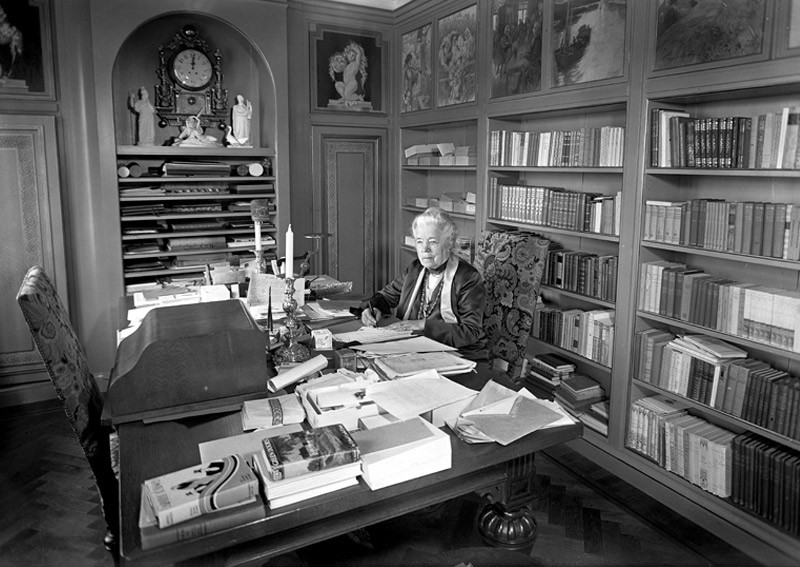
Selma Lagerlöf i sitt arbetsrum på Mårbacka.

År 1891 debuterade Lagerlöf med romanen Gösta Berlings saga efter att ha vunnit en pristävling i tidningen Idun. Lagerlöf färdigställde boken med hjälp av ett stipendium som ordnats av Sophie Adlersparre, grundare av Fredrika-Bremer-Förbundet. Gösta Berlings saga är en av svensk litteraturs största klassiker – en rik och fantastisk skröna om kavaljererna och livet i Värmland på 1800-talet. Den bröt mot dåvarande stilideal som förespråkade realistisk saklighet. Boken fick ett blandat mottagande av kritikerkåren.
År 1895 lämnade Lagerlöf sin lärarinnetjänst. Från den tiden försörjde hon sig helt på sitt författarskap, och 1897 flyttade hon med sin faster till Falun för att vara närmare sin syster Gerda.
Lagerlöf gjorde tillsammans med Sophie Elkan flera längre resor i Europa och år 1899–1900 en längre resa till Mellanöstern. Väl hemkommen skrev hon romanen Jerusalem som blev hennes stora internationella genombrott.
Lagerlöfs internationellt mest kända bok är Nils Holgerssons underbara resa genom Sverige, som ursprungligen var beställd och utgiven som läsebok för folkskolan. I den beskrivs Sveriges geografi genom en fjortonårig pojke (Nils Holgersson) som flyger på en gåsrygg över landet.

### Nobelpriset
Selma Lagerlöf tilldelades Nobelpriset i litteratur 1909. Hon tilldelades priset, med Akademiens motivering, ”på grund av den ädla idealitet, den fantasiens rikedom och den framställningens själfullhet, som prägla hennes diktning”. Lagerlöf hade varit nominerad ett flertal gånger under de föregående åren, men hennes kandidatur hade motarbetats av Akademiens dåvarande ständige sekreterare Carl David af Wirsén. År 1909 fick han dock till slut se sig nedröstad av den majoritet av akademiledamöterna som trots allt ville tillerkänna henne utmärkelsen. Lagerlöf var den första kvinna och svensk som tilldelades det litterära Nobelpriset. Från 1909 bodde hon periodvis åter på Mårbacka; med hjälp av prissumman från sitt Nobelpris lyckades hon köpa tillbaka jordbruket. Själva mangårdsbyggnaden hade hon köpt redan tidigare samma år.

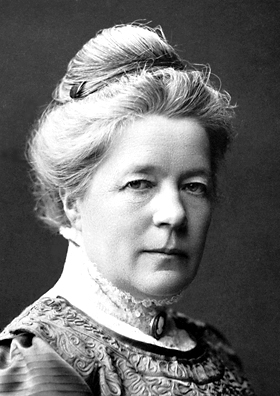
Selma Lagerlöf 1909.

Selma Lagerlöf nådde världsrykte under sin livstid och hennes böcker har getts ut på många främmande språk. Nils Holgerssons underbara resa har översatts till omkring 60 olika språk. Gösta Berlings saga har översatts till drygt 50 olika språk.[källa behövs]

### Ledamot av Svenska Akademien
År 1914 blev Lagerlöf som första kvinna invald i Svenska Akademien. Hjalmar Gullberg sade i sitt inträdestal när han 1940 efterträdde henne i akademin att hon var "drottningen i vår litteratur, den mest berömda av svenska kvinnor i världen sedan Heliga Birgitta". Redan 1904 hade hon invalts som arbetande ledamot av Vetenskaps- och Vitterhetssamhället i Göteborg.

### 70-årsdagen
I samband med sin 70-årsdag den 20 november 1928, firades hon genom en festföreställning på Kungliga Teatern. Där visades Kavaljererna på Ekeby, ett lyriskt drama i fyra akter som baserades på hennes roman Gösta Berlings saga.

## Politiskt engagemang

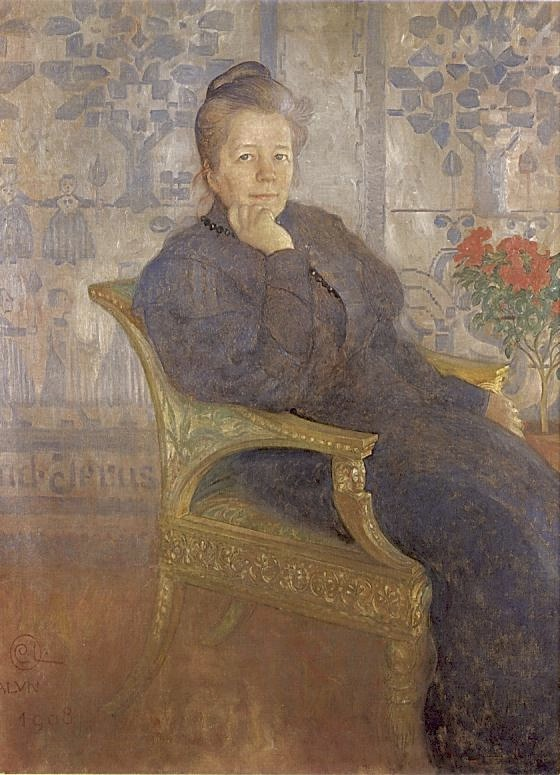
Selma Lagerlöf avporträtterad av Carl Larsson 1908.

Selma Lagerlöf deltog i kampen för kvinnlig rösträtt, bland annat som talare på den internationella rösträttskongressen i Stockholm 1911 och vid segerfesten 1919. Hon blev medlem i frisinnade landsföreningen 1916 och förblev sedan organiserad liberal livet ut. År 1934 var hon en av dem som skrev under uppropet för folkpartiets bildande. Hon var även aktiv i kommunpolitiken i Östra Ämterviks landskommun, där hon 1919 invaldes på de frisinnades lista till kommunalfullmäktig för fyra år.
Selma Lagerlöf tog avstånd från förföljelsen av judarna i Tyskland på 1930-talet. Hon hjälpte Nelly Sachs att fly till Sverige och skänkte en novell till arbetet för förföljda i det nazistiska Tyskland. Det ledde till en tysk bojkott, men Lagerlöf lät sig inte påverkas även om det fanns de som ville att hon skulle engagera sig än mer.

## Brevväxling
En fördjupad eller förnyad bild av Selma Lagerlöf har framkommit i och med att brevväxlingarna med Lagerlöfs två livskamrater, Sophie Elkan (Du lär mig att bli fri, 1992) och Valborg Olander (En riktig författarhustru, 2006) publicerats. I breven beskrivs en mycket stark kärlek till de båda kvinnorna; det rådde en kraftig rivalitet mellan dem, något som Elin Wägner också berörde i sin biografi över Lagerlöf (1942–1943), med stöd av brevväxlingen mellan Olander och Lagerlöf och samtal med Olander under bokens tillkomst. Det är möjligt att Wägner också hade läst delar av Lagerlöfs brev till Sophie Elkan, som annars inte blev tillgängliga ens för forskare förrän 1990. Brevväxlingen har lett till diskussioner om Selma Lagerlöfs sexualitet, om hon var lesbisk eller om det överhuvudtaget är relevant om en person som levde när sexualitet inte diskuterades eller ansågs vara en del av identiteten. Kärlek mellan personer av samma kön var vid denna tid inte accepterad eller laglig, men samtidigt kunde gränsen mellan språkliga uttryck för vänskap och kärlek vara mera flytande än idag, ett arv från romantiken, som alla tre kvinnorna var starkt präglade av. Samtidigt har det funnits behov av att upprätthålla författarens goda rykte bland tidigare litteraturhistoriker, och därför har hennes eventuella homosexualitet förbisetts eller undertryckts eftersom det inte var accepterat.
Även författarens brev till modern har getts ut, 1998 under titeln Mammas Selma.

## Livskamrater
Selma Lagerlöf hade under sitt liv kärleksrelationer med två kvinnor, väninnorna Sophie Elkan och Valborg Olander. 
Relationen med Sophie Elkan inleddes efter att Lagerlöf hade tagit kontakt i samband med att hon läst Elkans självbiografiska novell. Elkan bodde i Göteborg, var av judisk börd och beskrivs som beläst och världsvan. Hon hade förlorat sin make och sin dotter i tuberkulos julen 1879. 1889 debuterade hon som författare med en novellsamling. Det var en av dessa noveller som påverkade Lagerlöf.
När de möttes blev Lagerlöf intensivt förälskad i Elkan och de inledde en relation. Även om det i början var Lagerlöf som var den mest förälskade, ändrades detta senare i relationen. Sophie Elkan hade samtidigt en svärmisk relation, mest via brev, med en gift man i Belgien. Detta, samt att Lagerlöf ville ha en mer fysisk relation med Elkan än vad Elkan önskade, gjorde relationen komplicerad. Selma Lagerlöf och Sophie Elkan skrev flera tusen brev till varandra och diskuterade hela tiden de böcker de arbetade med.  Deras relation fortsatte fram till Elkans död 1921
Selma Lagerlöfs andra livskamrat var Valborg Olander. De möttes 1898 på en mottagning på landshövdingeresidenset i Falun, dit Lagerlöf hade flyttat några år tidigare. Olander var lärarinna och politiskt engagerad för kvinnors rösträtt. Från 1902 utvecklade Olander och Lagerlöf en kärleksrelation. Olander blev med tiden även ett slags sekreterare åt Lagerlöf, som kallade henne ”en riktig författarhustru”. Olander läste korrektur, ordnade bankaffärer, renskrev manuskript och diskuterade böckernas innehåll med Lagerlöf, likt Sophie Elkan. Men Lagerlöf och Olander hade också ett fysiskt kärleksförhållande, något som saknades i förhållandet med Elkan.
I sina brev till de båda kvinnorna försäkrade Selma Lagerlöf att just hon var Lagerlöfs stora kärlek, samtidigt som relationen med den andra kvinnan tonades ned. Olander fick höra att förhållandet till Elkan var som sjuksköterskans till en patient och att resorna mest var en tung plikt. Elkan fick i sin tur läsa om Olanders obetydlighet. Olander tröttande mot slutet av 1903 på att komma i andra hand och ville istället ta en tjänst i Stockholm. Lagerlöf övertalade henne att stanna. Några år senare hotade Olander att ”gå i sjön”, Lagerlöf svarade i brev att hon behövde Olander, som inte gjorde allvar av hotet. Även om passionen, att döma av breven, tycks ha avtagit med åren stannade Valborg Olander kvar hos Selma Lagerlöf, tillbringade jularna med henne på Mårbacka och gick på Nobelfesten med henne. Det var också Olander som satt vid Lagerlöfs sida när hon avled på Mårbacka.

## Selma Lagerlöfs död

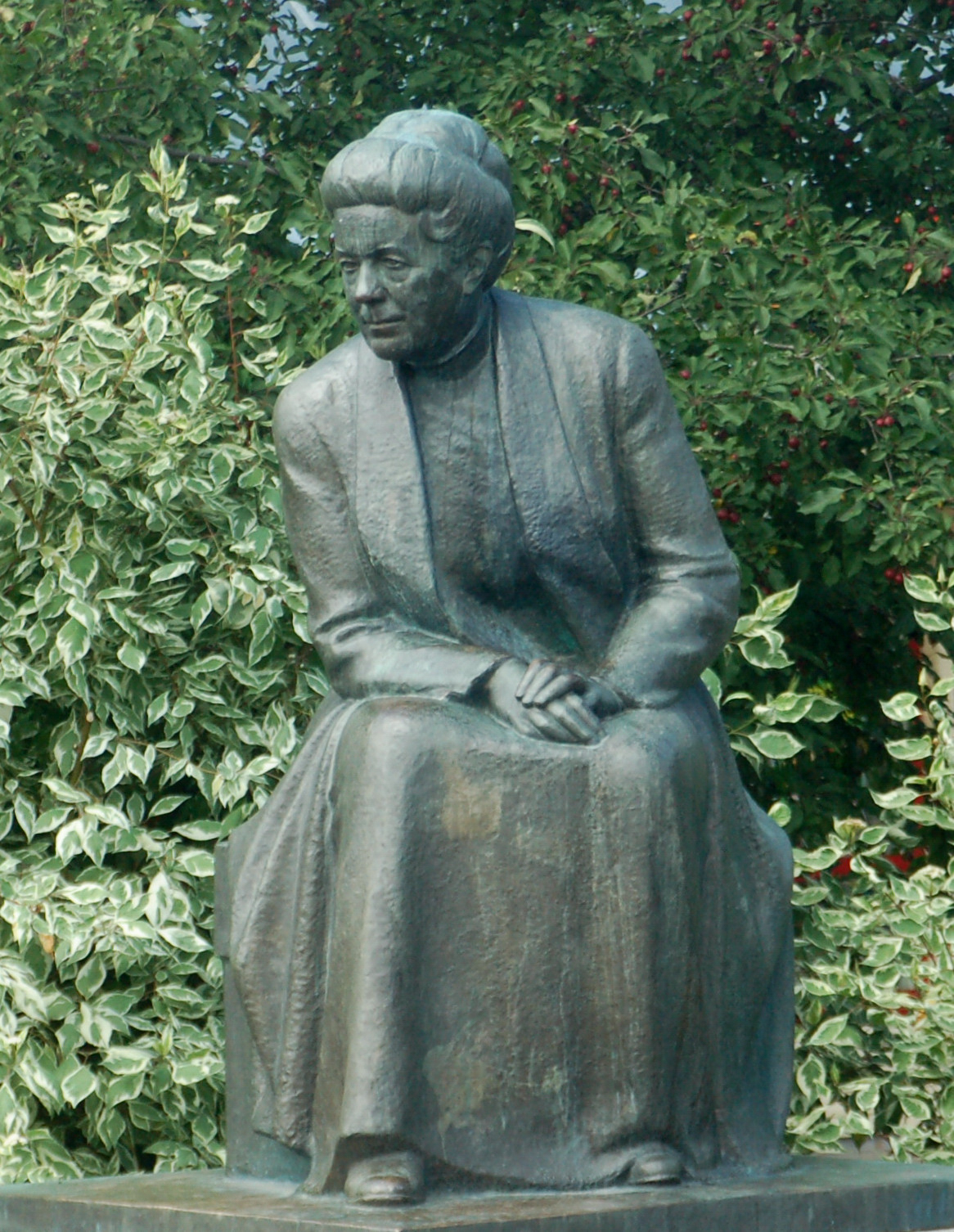
Porträttskulptur i brons av Arvid Backlund, rest i Sunne 1972, visar Selma Lagerlöf sittande utan korslagda ben, det är en snarlik skulptur som den som finns i Rottneros park.

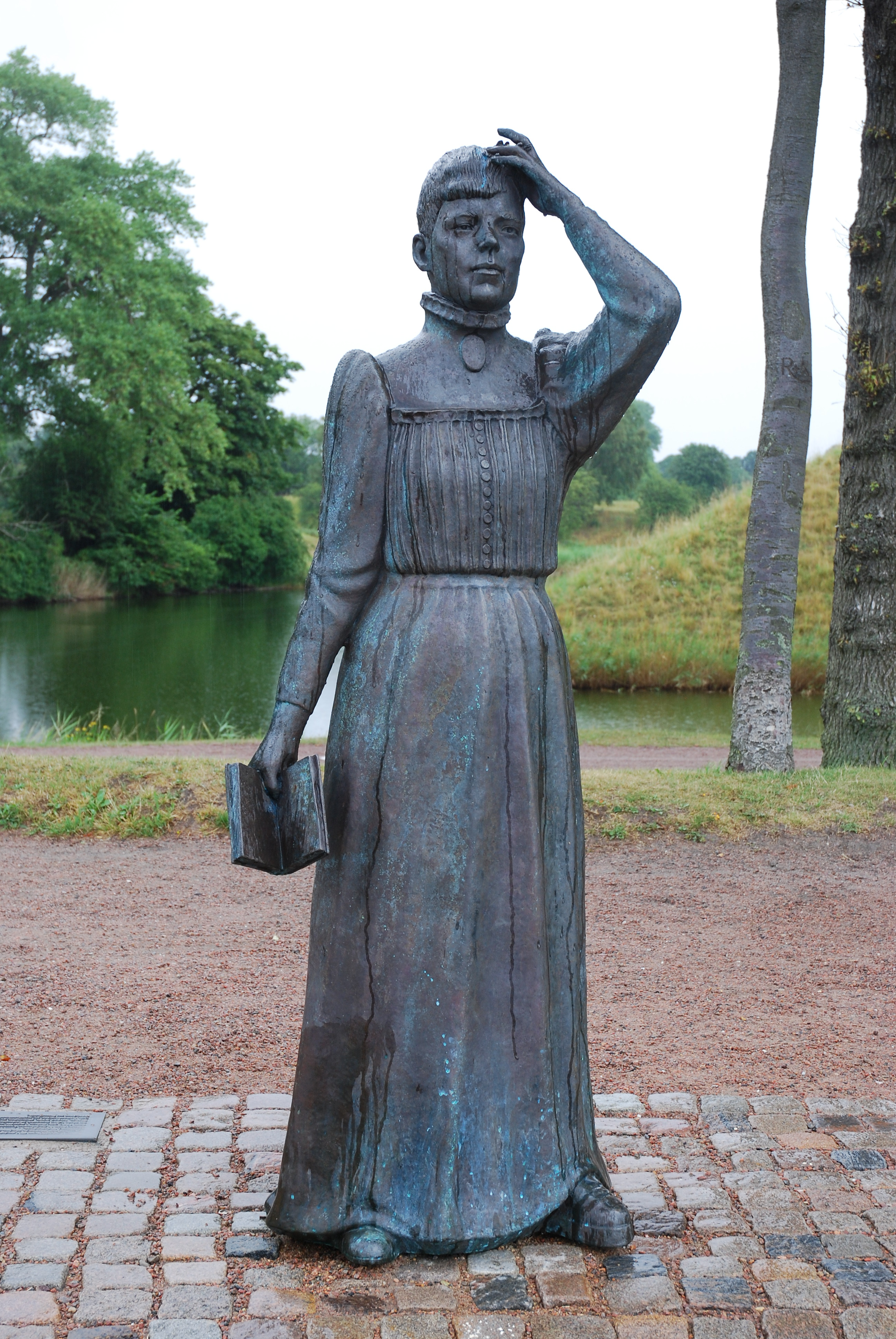
Porträttskulptur i brons av Jonas Högström på Nordkap i Landskrona

Torsdagskvällen den 7 mars 1940 satt hon tillsammans med sin syster, när hon började känna sig klen och trött. På natten blev hon häftigt sjuk och låg medvetslös till sängs en vecka. Lördag morgon klockan 07:25 den 16 mars avled Selma Lagerlöf, 81 år gammal, i sviterna av en hjärnblödning och lunginflammation.[källa behövs] Hon begravdes i Östra Ämtervik på påskaftonen. Akten refererades i radion av Sven Jerring.

## Uppmärksammanden

### Statsutmärkelser och övriga medaljer
Selma Lagerlöf erhöll ett flertal utmärkelser, däribland Svenska Akademiens stora guldmedalj 1904 och Litteris et Artibus 1909.

#### Ordnar
- Mottagare av Finlands Vita Ros’ orden.[40]
- Riddare av 1:a klass av norska Sankt Olavs orden.
- Officer av belgiska Leopoldsorden.
- Officer av franska Hederslegionen.
- Kommendör av lettiska Tre Stjärnors orden.

### Hedersdoktorat
När Lagerlöf utsågs till hedersdoktor vid Uppsala universitet 24 maj 1907 var hon den första kvinnan som uppmärksammades på detta sätt. Lagerlöf kallade det "en utmärkelse för hela kvinnokönet". Senare blev hon också hedersdoktor vid Greifswalds universitet.

### Målningar
Carl Larsson porträtterade Lagerlöf 1902 och 1908. Den senare tavlan finns att beskåda på Mårbacka.

### Offentliga skulpturer
En staty med en sittande Selma Lagerlöf med benen i kors i brons av Arvid Backlund finns i Rottneros park, en andra gjutning av samma staty invigdes 1955 vid American Swedish Institute i Minneapolis. En snarlik staty av en sittande Lagerlöf men utan korslagda ben utförd av Arvid Backlund finns i Karlstad, Sunne och Falun. En nyare staty föreställande en ung upprättstående Lagerlöf utförd av Jonas Högström finns i Landskrona. En byst gjord av Astri Taube finns i Rottneros park och en av Jón Leifsson utanför den tidigare skolan i Västra Vemmenhög.[källa behövs]
Statyn i Landskrona är i brons och 165 cm hög, och invigdes hösten 2009. På morgonen den 2 februari 2013 upptäcktes att den blivit stulen. Den återfanns på eftermiddagen samma dag i en vassrugg inte långt från sin ordinarie plats.[källa behövs]
Lagerlöf fick en minnessten år 2013 på Landskrona Walk of Fame som då invigdes av Sveriges kung Carl XVI Gustaf.[källa behövs]

### Minnesmynt och sedel
Till 150-årsminnet av Selma Lagerlöfs födelse gav Sveriges riksbank ut två minnesmynt, ett 200-kronorsmynt i silver och ett 2 000-kronorsmynt i guld. Båda har samma porträtt av Lagerlöf som motiv på framsidan. Silvermyntet har på frånsidan flygande gäss och guldmyntet en solros. Mynten är formgivna av Jon Holm.
Selma Lagerlöf var från 1991 avbildad på den svenska 20-kronorssedeln. Under 2016 upphörde denna i folkmun kallade selman att vara giltigt betalmedel i Sverige.

### Miniserie
Selma (2008) är en två timmar lång tv-producerad miniserie om den unga författaren som just slagit igenom på allvar med "Gösta Berlings Saga", och om den något äldre som precis ska motta Nobelpriset i litteratur. Helena Bergström spelade Selma Lagerlöf i filmen, som regisserades av Erik Leijonborg. Åsa Lantz stod för manuset.

### Krater
Planeten Venus större kratrar är uppkallade efter kända kvinnor. En av dessa heter Lagerlöf efter just Selma Lagerlöf.

### Asteroid
Asteroiden 11061 Lagerlöf är uppkallad efter henne.

### Tal
- Tal : textkritisk utgåva / utgiven av Petra Söderlund och Ilaria Tedde ; inledning av Brigitte Mral ; huvudredaktör: Petra Söderlund... Stockholm: Svenska vitterhetssamfundet (SVS). 2016. Libris 19446370. ISBN 9789172301795

### Översättning
- Gerhart Hauptmann: Vinterballaden (Winterballade: Tragödie: Versdrama in 7 Szenen, 1917, bygger i sin tur på Lagerlöfs Herr Arnes penningar)